# El reino
『El reino』（エル・レイノ）は、2018年にスペインで制作されたスリラー映画。監督はロドリゴ・ソロゴイェン。主演はアントニオ・デ・ラ・トーレ。バルバラ・レニーやアナ・ワヘネルやルイス・サエラなども出演している。
2018年のトロント国際映画祭では現代ワールドシネマ部門で上映された。

## 評価
第33回ゴヤ賞では作品賞を含む13部門にノミネートされ、監督賞（ロドリゴ・ソロゴイェン）・主演男優賞（アントニオ・デ・ラ・トーレ）・助演男優賞（ルイス・サエラ）・オリジナル脚本賞・作曲賞・編集賞・音響効果賞の7部門を受賞した。
第24回フォルケ賞では、アントニオ・デ・ラ・トーレが男優賞を受賞した。第6回フェロス賞では、監督賞（ロドリゴ・ソロゴイェン）・脚本賞・映画ドラマ作品賞・映画主演男優賞（アントニオ・デ・ラ・トーレ）・映画助演男優賞（ルイス・サエラ）を受賞した。